# Assembleia Legislativa do Estado de Goiás
Assembleia Legislativa do Estado de Goiás é o órgão de poder legislativo do estado de Goiás, exercido através dos deputados estaduais.

## Histórico

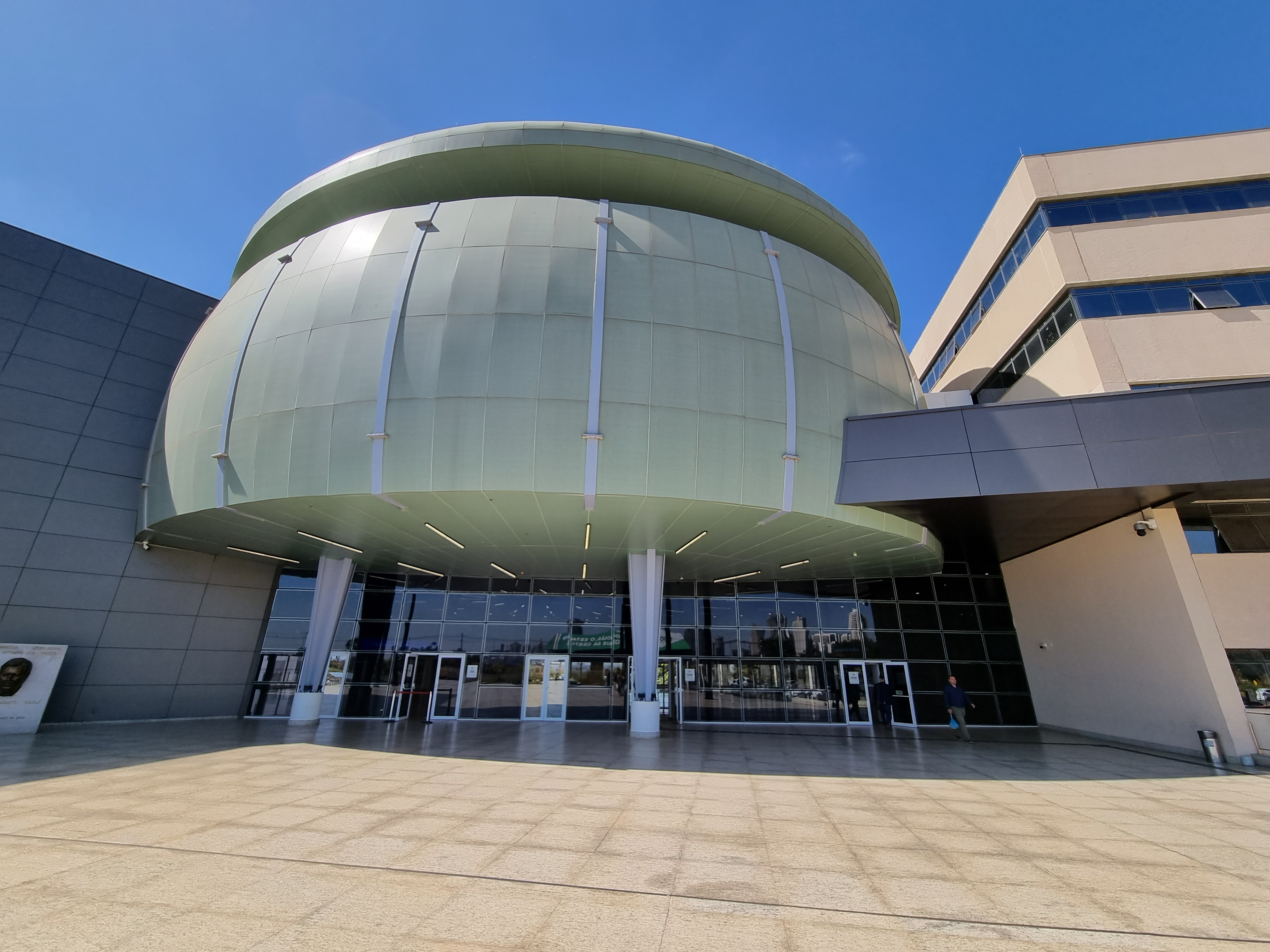
Palácio Maguito Vilela, sede da Alego.

A primeira sede do poder legislativo do estado foi um  prédio na Rua da Abadia na Cidade de Goiás. Nesse prédio, onde hoje funciona uma escola da APAE, foram desenvolvidos os trabalhos da Constituinte Goiana de 1891, presidida por Joaquim Fernandes de Carvalho, além de onze legislaturas.
Nomes como Leopoldo de Bulhões, Ricardo Paranhos, Felicíssimo do Espírito Santo, Miguel da Rocha Lima e Joaquim Rufino Ramos Jubé, tiveram papel de destaque no Legislativo Goiano durante a Primeira República (1889 a 1930). 
Naquela época havia poucos partidos: PRG (Partido Republicano de Goiás), PRF (Partido Republicano Federal), e PD (Partido Democrata). Por onze legislaturas, o palácio legislativo foi sediado na Cidade de Goiás. Todavia, com a transferência da capital e respectiva construção de Goiânia, a sede da ALEGO foi na Avenida Tocantins. Pouco tempo depois, ocorre o Golpe de Estado no Brasil em 1937, que instaura a ditadura do Estado Novo e fecha todas as casas parlamentares do Brasil.

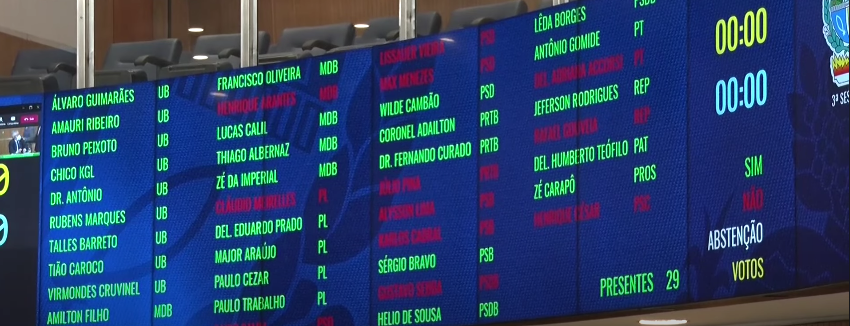
Painel eletrônico de votações da Assembleia Legislativa de Goiás.

Em 2022, a Assembleia Legislativa mudou de lugar, com a inauguração do Palácio Maguito Vilela. A obra, iniciada em 2005, durou cerca de 17 anos. A vigésima legislatura teve início em 1.º de fevereiro de 2023, na qual 41 deputados tomaram posse.

## Mesa Diretora
- Biênio 2023/2025[7]

| Posição     | Cargo               | Incumbente | Incumbente         | Partido       |
| ----------- | ------------------- | ---------- | ------------------ | ------------- |
| PRESIDÊNCIA | Presidente          |            | Bruno Peixoto      | UNIÃO         |
| PRESIDÊNCIA | 1.° Vice-presidente |            | Charles Bento      | MDB           |
| PRESIDÊNCIA | 2.° Vice-presidente |            | Clécio Alves       | Repubicanos   |
| PRESIDÊNCIA | 3.° Vice-presidente |            | Antônio Gomide     | PT            |
| SECRETARIA  | 1.° Secretário      |            | Virmondes Cruvinel | UNIÃO         |
| SECRETARIA  | 2.° Secretário      |            | Julio Pina         | Solidariedade |
| SECRETARIA  | 3.° Secretário      |            | Amauri Ribeiro     | UNIÃO         |
| SECRETARIA  | 4.° Secretário      |            | Gugu Nader         | Agir          |

## Deputados estaduais da 20.ª legislatura
| Candidato(a)                      | Porcentagem | Total de votos | Cidade Natal                       |
| --------------------------------- | ----------- | -------------- | ---------------------------------- |
| Bruno Peixoto (UNIÃO)             | 2,14%       | 73.692 votos   | Goiânia, Goiás                     |
| Lucas do Vale (MDB)               | 1,62%       | 55.747 votos   | Rio Verde, Goiás                   |
| Lucas Calil (MDB)                 | 1,48%       | 50.843 votos   | Goiânia, Goiás                     |
| Issy Quinan (MDB)                 | 1,38%       | 47.453 votos   | Goiânia, Goiás                     |
| Amilton Filho (MDB)               | 1,35%       | 46.556 votos   | Anápolis, Goiás                    |
| Antônio Gomide (PT)               | 1,31%       | 45.256 votos   | Goianésia, Goiás                   |
| Virmondes Cruvinel (UNIÃO)        | 1,25%       | 42.925 votos   | Goiânia, Goiás                     |
| Lincoln Tejota (UNIÃO)            | 1,20%       | 41.456 votos   | Goiânia, Goiás                     |
| Henrique César (PODE)             | 1,18%       | 40.506 votos   | Anápolis, Goiás                    |
| Cairo Salim (PSD)                 | 1,17%       | 40.359 votos   | Goiânia, Goiás                     |
| Vivian Naves (PP)                 | 1,12%       | 38.574 votos   | Goiânia, Goiás                     |
| Jamil Calife (PP)                 | 1,11%       | 38.248 votos   | Catalão, Goiás                     |
| Paulo César Martins (PL)          | 1,09%       | 37.638 votos   | Quirinópolis, Goiás                |
| Renato de Castro (UNIÃO)          | 1,04%       | 35.842 votos   | Goiânia, Goiás                     |
| Amauri Ribeiro (UNIÃO)            | 1,02%       | 35.060 votos   | Trindade, Goiás                    |
| Major Araújo (PL)                 | 0,99%       | 33.928 votos   | Goiânia, Goiás                     |
| Delegado Eduardo Prado (PL)       | 0,98%       | 33.828 votos   | Goiânia, Goiás                     |
| Charles Bento (MDB)               | 0,97%       | 33.280 votos   | Goiânia, Goiás                     |
| Wagner Neto (Solidariedade)       | 0,95%       | 32.543 votos   | Itapuranga, Goiás                  |
| Talles Barreto (UNIÃO)            | 0,93%       | 31.961 votos   | Itapuranga, Goiás                  |
| Quirino (Republicanos)            | 0,92%       | 31.559 votos   | Rio de Janeiro, Rio de Janeiro     |
| Veter Martins (PRD)               | 0,90%       | 30.836 votos   | Fazenda Nova, Goiás                |
| Wilde Cambão (PSD)                | 0,87%       | 29.908 votos   | Luziânia, Goiás                    |
| Lineu Olimpio (MDB)               | 0,86%       | 29.775 votos   | Jaraguá, Goiás                     |
| Clécio Alves (Republicanos)       | 0,82%       | 28.322 votos   | Goiânia, Goiás                     |
| Thiago Albernaz (MDB)             | 0,82%       | 28.229 votos   | Goiânia, Goiás                     |
| Gustavo Sebba (PSDB)              | 0,81%       | 27.973 votos   | Catalão, Goiás                     |
| André do Premium (Avante)         | 0,76%       | 26.063 votos   | Santo Antônio do Descoberto, Goiás |
| Coronel Adailton (Solidariedade)  | 0,74%       | 25.610 votos   | Pirenópolis, Goiás                 |
| Anderson Teodoro (Avante)         | 0,74%       | 25.552 votos   | Goiânia, Goiás                     |
| Bia de Lima (PT)                  | 0,71%       | 24.391 votos   | Serranópolis, Goiás                |
| Alessandro Moreira (PP)           | 0,68%       | 23.345 votos   | Anápolis, Goiás                    |
| Dr. José Machado (PSDB)           | 0,67%       | 22.928 votos   | Itapaci, Goiás                     |
| Mauro Rubem (PT)                  | 0,65%       | 22.304 votos   | Firminópolis, Goiás                |
| Gugu Nader (Agir)                 | 0,63%       | 21.743 votos   | Araguari, Minas Gerais             |
| Julio Pina (Solidariedade)        | 0,62%       | 21.243 votos   | Alto Parnaíba, Maranhão            |
| Zeli (União)                      | 0,61%       | 20.967 votos   | Itaporanga, Santa Catarina         |
| Rosângela Rezende (Agir)          | 0,58%       | 19.965 votos   | Mineiros, Goiás                    |
| Karlos Cabral (PSB)               | 0,55%       | 18.777 votos   | Rio Verde, Goiás                   |
| Cristiano Galindo (Solidariedade) | 0,52%       | 17.788 votos   | Trindade, Goiás                    |
| Cristóvão (PRD)                   | 0,51%       | 17.484 votos   | Luziânia, Goiás                    |